# 小頭闊峽鯰
小頭闊峽鯰，為輻鰭魚綱鯰形目鰻鯰科的其中一種，分布於澳洲海域，體長可達46公分，棲息在沿岸沙泥底質海域，為底棲性魚類，屬肉食性，生活習性不明。

## 擴展閱讀
維基物種上的相關：小頭闊峽鯰